# Nazionale di curling doppio misto dell'Italia
La Nazionale italiana di curling doppio misto è composta annualmente dalla coppia di giocatori vincitori del Campionato italiano doppio misto di curling della stessa stagione.
La Nazionale è coordinata dalla Federazione Italiana Sport del Ghiaccio (FISG) e partecipa annualmente al Campionato mondiale di curling doppio misto. Nel 2022 ha vinto la medaglia d'oro alle Olimpiadi di Pechino, vincendo 11 partite su 11, è la prima medaglia (e anche la prima d'oro) conquistata dal curling italiano ai Giochi olimpici.
La FISG presenta annualmente altre otto nazionali di curling:
- Nazionale italiana di curling, sia maschile sia femminile
- Nazionale italiana junior di curling, sia maschile sia femminile
- Nazionale italiana misti di curling
- Nazionale italiana senior sia maschile sia femminile
- Nazionale italiana allievi di curling
- Nazionale disabili.

## Risultati
| Anno | Evento                    | P.  | Squadra                                  |
| ---- | ------------------------- | --- | ---------------------------------------- |
| 2008 | Mondiale doppio misto     | 11° | Alberto Rostagnotto, Silvia Mingozzi     |
| 2009 | Mondiale doppio misto     | 16° | Andrea Pilzer, Chiara Zanotelli          |
| 2010 | Mondiale doppio misto     | 6°  | Marco Pascale, Lucrezia Laurenti         |
| 2011 | Mondiale doppio misto     | 22° | Alessio Gonin, Giorgia Ricca             |
| 2012 | Mondiale doppio misto     | 12° | Simone Gonin, Lucrezia Salvai            |
| 2013 | Mondiale doppio misto     | 17° | Alessio Gonin, Giorgia Ricca             |
| 2014 | Mondiale doppio misto     | 24° | Alessio Gonin, Giorgia Ricca             |
| 2015 | Mondiale doppio misto     | 9°  | Simone Gonin, Lucrezia Salvai            |
| 2016 | Mondiale doppio misto     | 19° | Marco Pascale, Lucrezia Laurenti         |
| 2017 | Mondiale doppio misto     | 9°  | Simone Gonin, Veronica Zappone           |
| 2018 | Mondiale doppio misto     | 12° | Simone Gonin, Veronica Zappone           |
| 2019 | Mondiale doppio misto     | 18° | Amos Mosaner, Alice Cobelli              |
| 2021 | Mondiale doppio misto     | 5°  | Amos Mosaner, Stefania Constantini       |
| 2022 | Giochi olimpici invernali | Oro | Amos Mosaner, Stefania Constantini       |
| 2022 | Mondiale doppio misto     | 7°  | Sebastiano Arman, Stefania Constantini   |
| 2023 | Mondiale doppio misto     | 11° | Sebastiano Arman, Stefania Constantini   |
| 2024 | Mondiale doppio misto     | 8°  | Francesco De Zanna, Stefania Constantini |
| 2025 | Mondiale doppio misto     | TBD | Amos Mosaner, Stefania Constantini       |

## Confronti con altre nazionali
Statistiche aggiornate al 3 maggio 2025
| Nazione               | Giocate | Vinte | Perse | V%     | PF   | PS  | Diff. |
| --------------------- | ------- | ----- | ----- | ------ | ---- | --- | ----- |
| Australia             | 8       | 6     | 2     | 75%    | 51   | 39  | +12   |
| Austria               | 2       | 1     | 1     | 50%    | 11   | 13  | -2    |
| Bielorussia           | 1       | 1     | 0     | 100%   | 10   | 3   | +7    |
| Brasile               | 1       | 0     | 1     | 0%     | 5    | 12  | -7    |
| Bulgaria              | 2       | 2     | 0     | 100%   | 17   | 8   | +9    |
| Canada                | 9       | 2     | 7     | 22.22% | 43   | 67  | -25   |
| Cina                  | 6       | 5     | 1     | 83.33% | 46   | 36  | +10   |
| Corea del Sud         | 8       | 6     | 2     | 75%    | 53   | 47  | +6    |
| Croazia               | 1       | 1     | 0     | 100%   | 14   | 3   | +11   |
| Danimarca             | 10      | 6     | 4     | 60%    | 78   | 66  | +12   |
| Estonia               | 6       | 4     | 2     | 60%    | 49   | 45  | +4    |
| Fed. Russa di Curling | 1       | 1     | 0     | 100%   | 8    | 5   | +3    |
| Finlandia             | 5       | 3     | 2     | 60%    | 32   | 27  | +5    |
| Francia               | 4       | 4     | 0     | 100%   | 37   | 18  | +19   |
| Galles                | 3       | 2     | 1     | 66.67% | 26   | 19  | +7    |
| Germania              | 3       | 3     | 0     | 100%   | 27   | 15  | +12   |
| Gran Bretagna         | 1       | 1     | 0     | 100%   | 7    | 5   | +2    |
| Giappone              | 3       | 2     | 1     | 66.67% | 21   | 19  | +2    |
| Hong Kong             | 1       | 1     | 0     | 100%   | 9    | 8   | +1    |
| Inghilterra           | 5       | 4     | 1     | 80%    | 38   | 24  | +14   |
| Irlanda               | 3       | 1     | 2     | 33.33% | 18   | 21  | -3    |
| Kazakistan            | 1       | 1     | 0     | 100%   | 10   | 4   | +6    |
| Lettonia              | 4       | 4     | 0     | 100%   | 34   | 16  | +18   |
| Lussemburgo           | 1       | 1     | 0     | 100%   | 15   | 2   | +13   |
| Nigeria               | 1       | 1     | 0     | 100%   | 18   | 0   | +18   |
| Norvegia              | 11      | 3     | 8     | 27.27% | 61   | 70  | -9    |
| Nuova Zelanda         | 4       | 2     | 2     | 50%    | 27   | 24  | +3    |
| Paesi Bassi           | 3       | 3     | 0     | 100%   | 29   | 12  | +17   |
| Polonia               | 1       | 1     | 0     | 100%   | 9    | 2   | +7    |
| Rep. Ceca             | 5       | 3     | 2     | 60%    | 33   | 27  | +7    |
| Romania               | 2       | 2     | 0     | 100%   | 20   | 7   | +13   |
| Russia                | 4       | 0     | 4     | 0%     | 17   | 34  | -17   |
| Scozia                | 8       | 2     | 6     | 25%    | 46   | 55  | -9    |
| Serbia                | 2       | 2     | 0     | 100%   | 21   | 4   | +17   |
| Slovacchia            | 2       | 1     | 1     | 50%    | 15   | 15  | 0     |
| Slovenia              | 3       | 3     | 0     | 100%   | 31   | 4   | +27   |
| Spagna                | 6       | 5     | 1     | 83.33% | 39   | 26  | +13   |
| Stati Uniti           | 4       | 2     | 2     | 50%    | 23   | 22  | +1    |
| Svezia                | 7       | 3     | 4     | 42.86% | 45   | 50  | -5    |
| Svizzera              | 7       | 2     | 5     | 28.57% | 34   | 59  | -25   |
| Taipei cinese         | 1       | 1     | 0     | 100%   | 8    | 2   | +6    |
| Turchia               | 1       | 1     | 0     | 100%   | 8    | 3   | +5    |
| Ungheria              | 7       | 4     | 3     | 57.14% | 37   | 52  | -15   |
| Totale                | 167     | 102   | 65    | 61.08% | 1180 | 988 | +192  |

## Presenze
In grassetto sono segnati i giocatori di curling ancora in attività.
| Presenze | Giocatore            | Anni    | Palmarès  |
| -------- | -------------------- | ------- | --------- |
| 59       | Stefania Constantini | 2021-25 | Oro · Oro |
| 48       | Simone Gonin         | 2012-19 |           |
| 39       | Amos Mosaner         | 2019-25 | Oro · Oro |
| 30       | Veronica Zappone     | 2017-19 |           |
| 23       | Giorgia Ricca        | 2011-14 |           |
| 23       | Alessio Gonin        | 2011-14 |           |
| 18       | Lucrezia Salvai      | 2012-15 |           |
| 18       | Sebastiano Arman     | 2022-23 |           |
| 13       | Lucrezia Laurenti    | 2010-16 |           |
| 13       | Marco Pascale        | 2010-16 |           |
| 9        | Francesco De Zanna   | 2024    |           |
| 8        | Chiara Zanotelli     | 2009    |           |
| 8        | Andrea Pilzer        | 2009    |           |
| 7        | Alberto Rostagnotto  | 2008    |           |
| 7        | Silvia Mingozzi      | 2008    |           |